# Zach Sobiech
Zachary David "Zach" Sobiech, född 3 maj 1995 i Saint Paul i Minnesota, död 20 maj 2013 i Lakeland i Minnesota, var en amerikansk singer-songwriter och musiker, samt en av medlemmarna i bandet A Firm Handshake. Han fick som störst framgång med låten "Clouds", som fick väldigt stor uppmärksamhet på YouTube, strax innan han gick bort i cancer i maj 2013. Denna låt skulle senare komma att hamna på Billboard Hot 100, samt bli en enda stor hitlåt, i länderna (förutom hemlandet USA) Storbritannien, Kanada och Frankrike. Hans filosofi under sina sista dagar i livet var dessutom, att han skulle göra alla människor i sin omgivning lyckliga, tills det att han gick bort.
Zach Sobiech blev som fjortonåring år 2009 diagnostiserad med bencancern osteosarkom, som mestadels brukar drabba barn i yngre ålder. Han genomgick därefter totalt tio operationer och tjugofyra kemoterapibehandlingar, för att sedan därefter påbörja sin musikkarriär.
Sobiech avled i sitt hem i Lakeland (en förort till Saint Paul) i Minnesota, den 20 maj 2013. I februari 2016, nästan tre år efter att Sobiech hade gått bort, blev det känt att Warner Bros. skulle göra en långfilm, baserad på händelserna kring hans liv. Filmen, som regisserades och producerades av Justin Baldoni, samt hade Fin Argus i huvudrollen som Sobiech själv, släpptes sedan därefter för streaming på Disney+, den 16 oktober 2020.